# 니시테쓰 버스

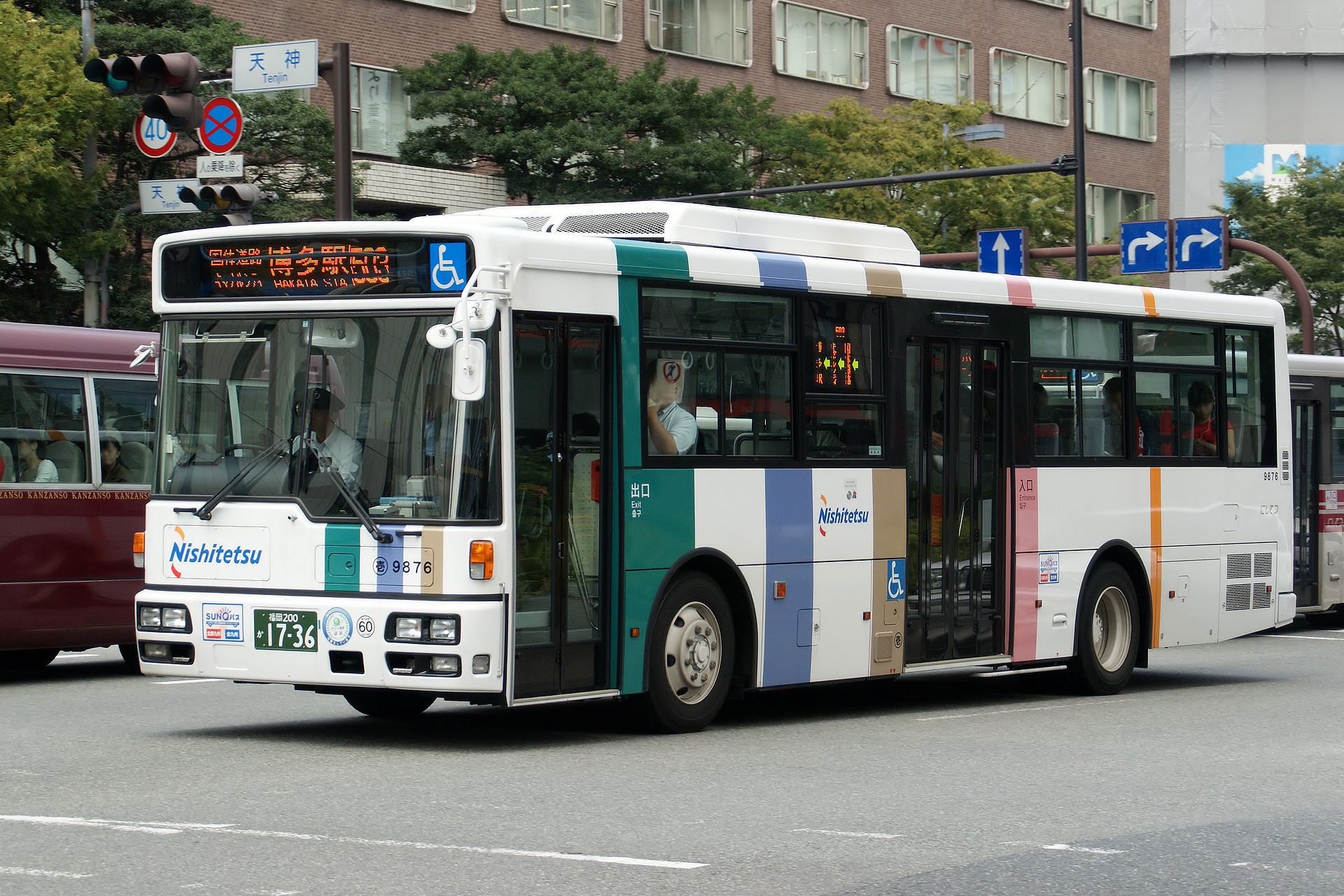
새로운 디자인으로 단장된 일반 노선 버스용 차량. 해당 차량은 닛산 디젤 소속 닛산 디젤 스페이스 러너 RA 차종이다.
점진적으로 이 도색으로 대체될 예정에 있다.

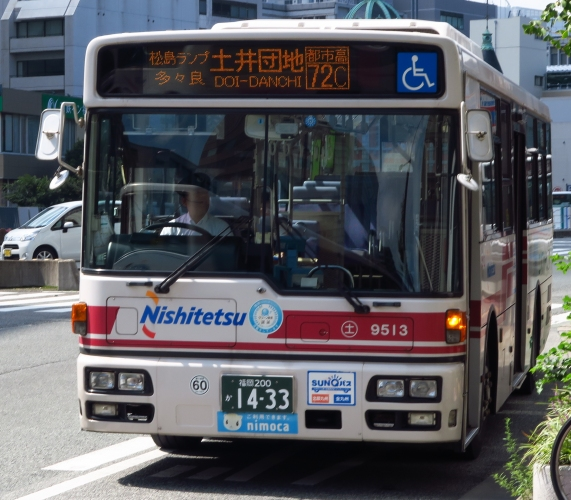
전면부에 있는 LED 방향 표시 같은 경우, 행선지 번호나 글귀 위에 "都市高"라고 표기되어 있는 독특한 문구이다.

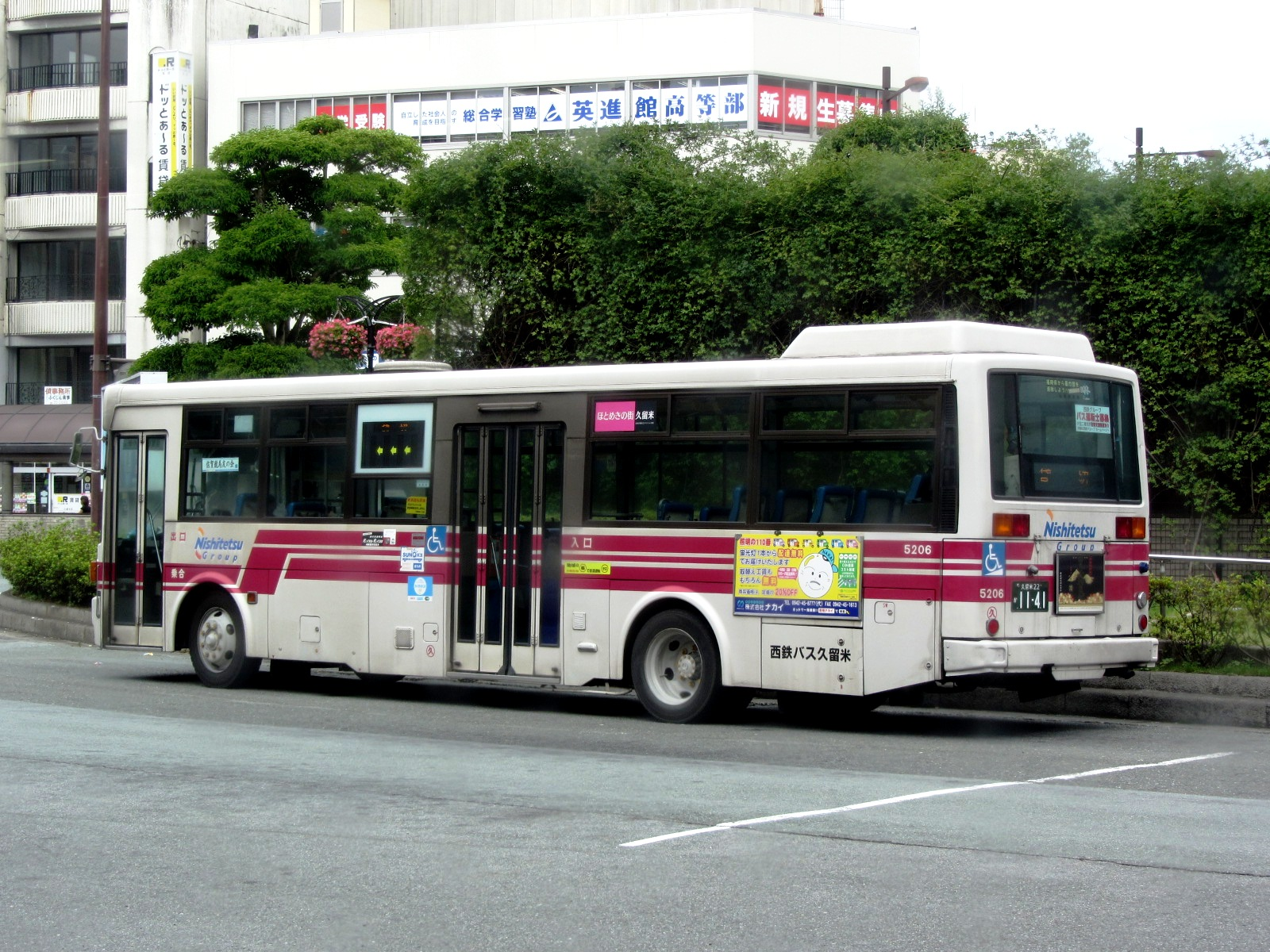
니시테쓰 버스 구루메 소속 중대형급 버스. 1997년에 신차로 구루메 일대를 위주로 운행하였으나, 지금은 폐차된 상태이다.

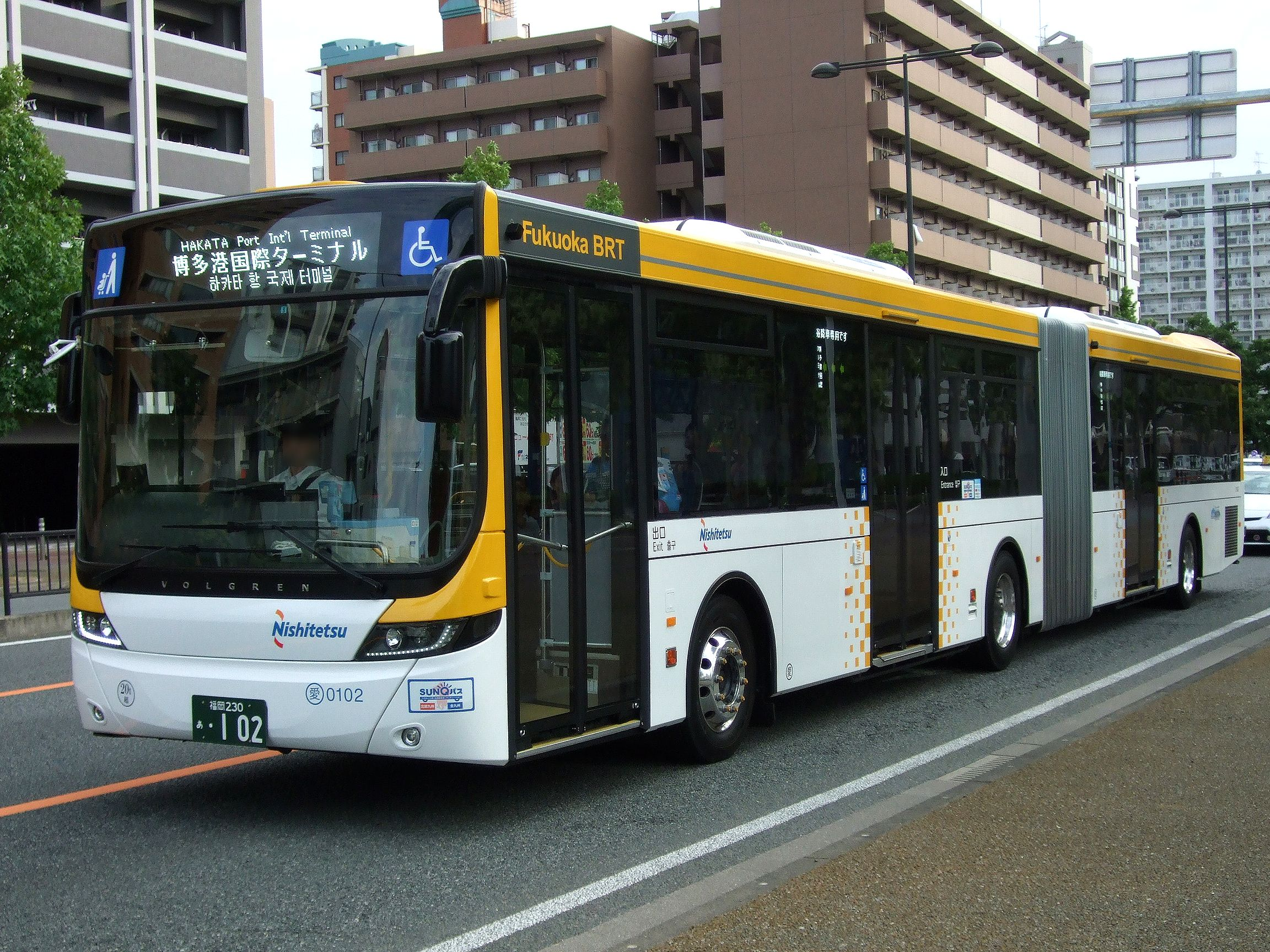
Fukuoka BRT 전용 연결 버스.

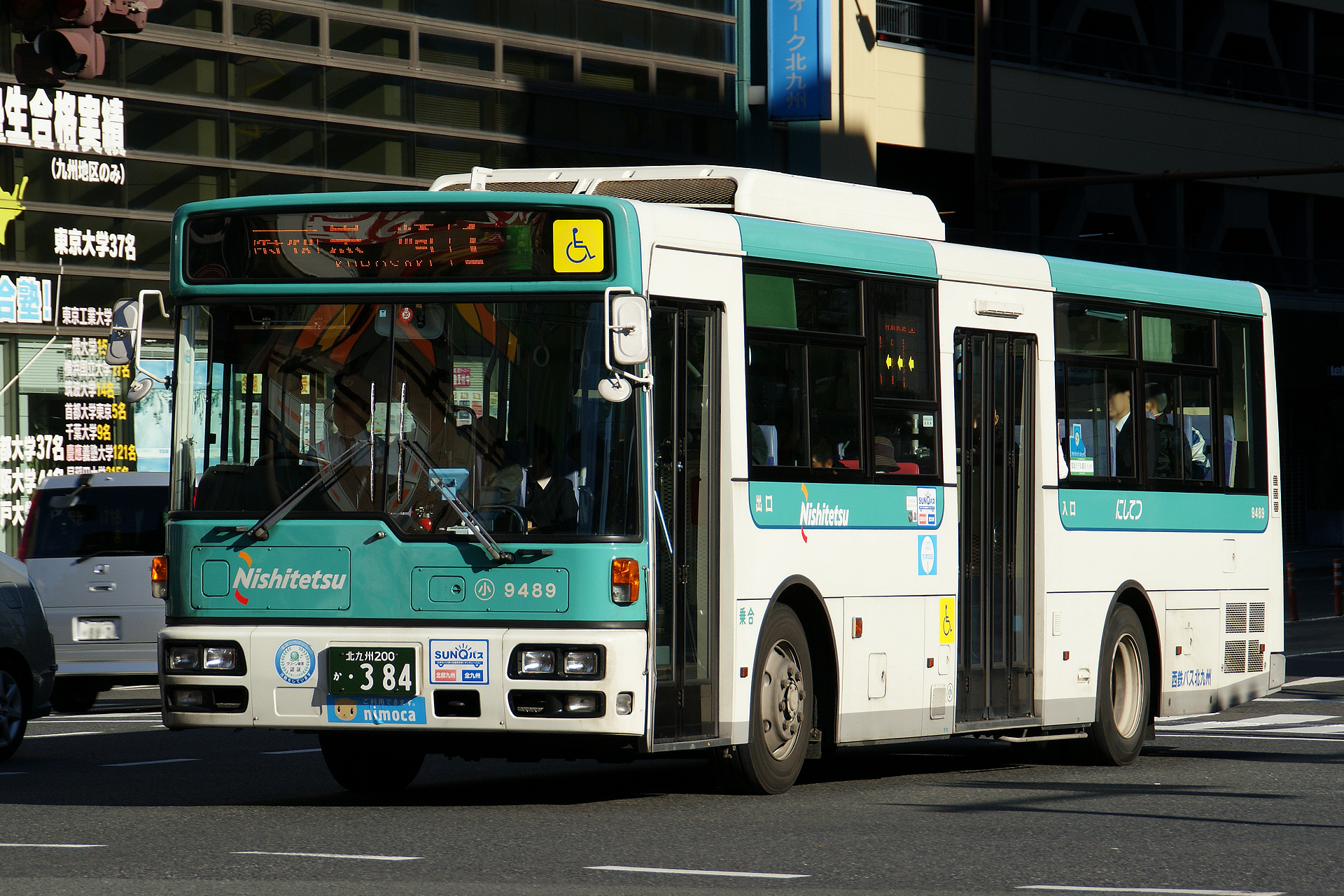
기타큐슈시의 전차를 대신하게 될 대체버스 차량이다. 특정 노선에 대한 전용 컬러 역시 니시테쓰에도 물론 적용한다.

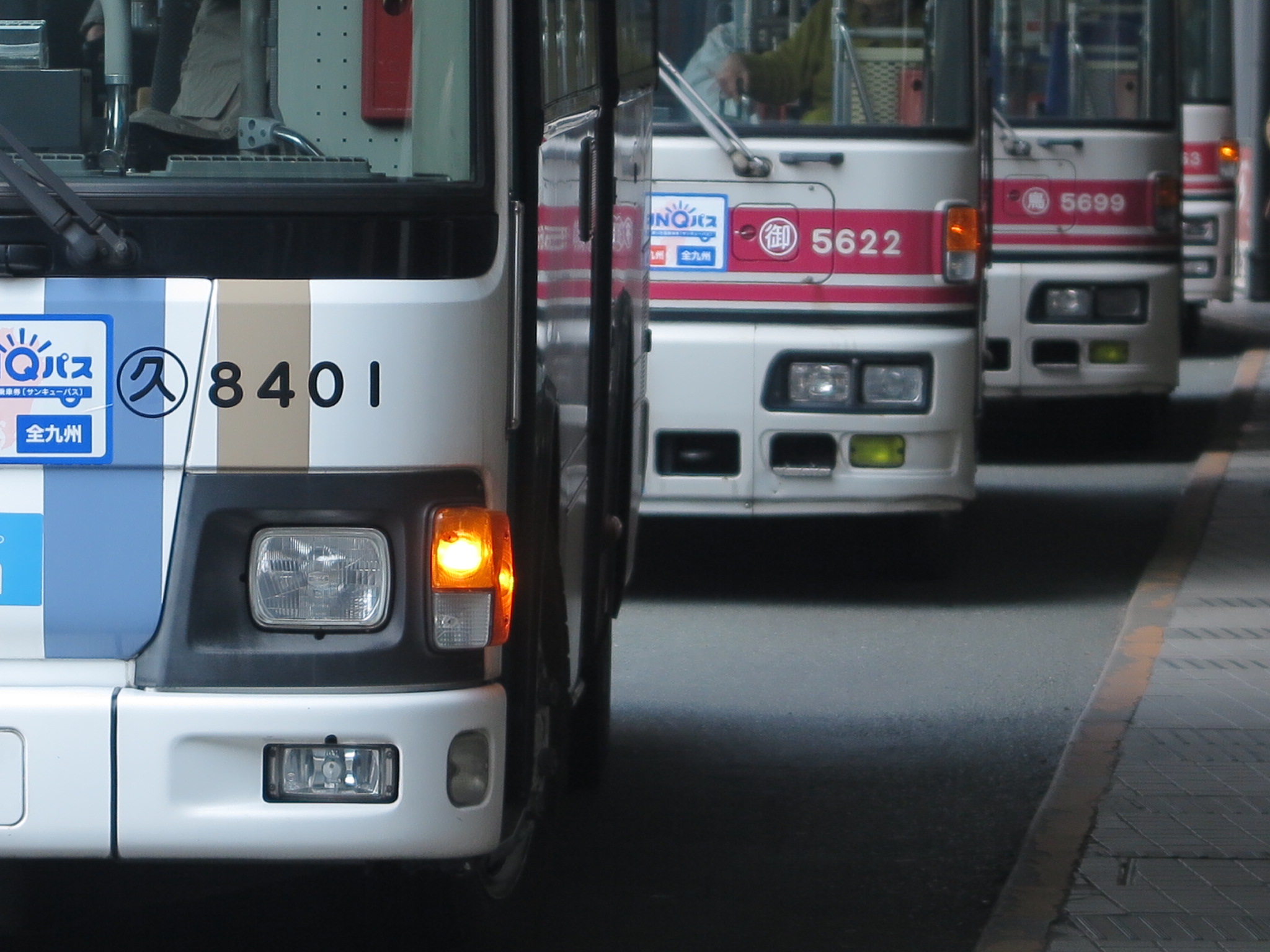
사내 번호의 표기 사례.

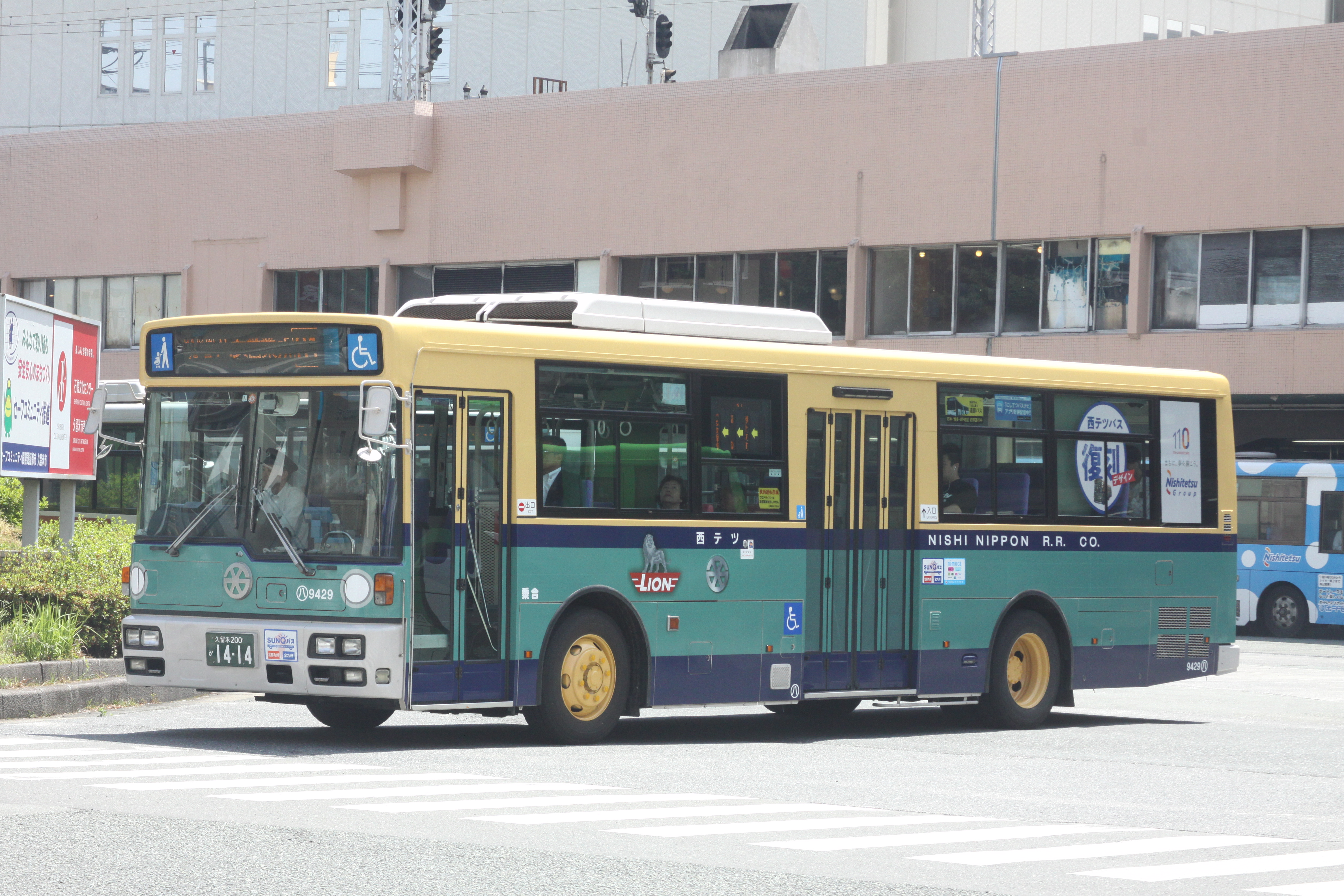
1950년대부터 1975년 이전까지 운행되었던 일반 노선 버스의 도장을 복원한 차량. 2018년에는 서일본 철도가 창립 110주년을 기념하여 기간 한정 운행된 스페셜 에디션 도색이다.

니시테쓰 버스(일본어: 西鉄バス, 조선말: 니시떼쯔 뻐스)는 서일본 철도의 자동차 사업본부 및 같은 사업본부로부터 분사화하여 독립시킨 자회사이자 각 운수사에서 운행하고 있는 버스 서비스이다. 본사나 영업 본부는 각 사업자나 법인마다 서로 다르며, 서일본 철도에서 총괄하여 관장받게 된다. 다만, 영업이 가능한 범위는 쓰시마섬과 이키섬, 고토 열도 일대를 제외한 규슈 본토 전지역과 야마구치현에서 사업을 영위하고 있다. 한국으로 치면 KD운송그룹이나 태영운송그룹에 버금가는 규모에 해당된다.

## 계열사
- 서일본 철도 자동차 사업본부
- 니시테쓰 고속버스[2]
- 니시테쓰 버스 기타큐슈
- 니시테쓰 버스 무나카타
- 니시테쓰 버스 구루메
- 니시테쓰 버스 오무라
- 니시테쓰 버스 지쿠호
- 니시테쓰 버스 사가
- 니시테쓰 버스 후쓰카이치
- 가메노이 버스
- 니시테쓰 관광버스[3]
- 히타 버스

## 같이 보기

### 일반 주제
- 일본의 버스 교통
- Nimoca
- SUNQ 패스

### 택시 업체 및 관련 노선
- 후쿠오카 니시테쓰 택시
- 기타큐 니시테쓰 택시
- 규슈호

### 공동 운행 주관사
- 산덴 교통